# Ланча 1Z
Ланча 1Z е италиански военен автомобил използван от Италианската армия през Първата световна война.

## История
Военната машина е резултат от сътрудничество мeжду Ансалдо и Ланча. Машината е използвана предимно от италианските войски. Такива 1Z влиза в сражение при бойните действия в Либия и Албания.
От Ланча 1Z са произведени общо 101 машини.

## Технически характеристики
- двигател Lancia 61 60кс
- 6-степенна трансмисия